# Alpha Tucanae
Alpha Tucanae is een circumpolaire dubbelster in het sterrenbeeld Toekan met een magnitude van 2,86. De ster heeft een zwakke begeleider met een periode van 11,5 jaar en een afstand van 7,5 AE waarvan weinig bekend is.